# Paul Batigne
Paul Batigne (auch Johann Batigne, * 16. Februar 1724 in Revel; † 1773 in Berlin) war ein französischer Mediziner und Armenarzt der französischen Kolonie in Berlin.

## Leben
Paul Batigne studierte in Montpellier Medizin und wurde an der medizinischen Fakultät zu Montpellier promoviert. Später wirkte er in Berlin als Armenarzt der französischen Kolonie sowie als Arzt am königlichen Krankenhaus. Er war Mitglied des königlichen Medizinalkollegiums zu Berlin und korrespondierte mit Albrecht von Haller und Carl von Linné.
Schwerpunkt der Forschungen von Batigne war im Wesentlichen die Beschäftigung mit dem Verdauungsvorgang bei Menschen und Tieren.
Am 9. April 1768 wurde Johann Batigne mit dem akademischen Beinamen Straton III. unter der Matrikel-Nr. 701 zum Mitglied der Leopoldina gewählt.

## Schriften
- Essai Sur La Digestion: Et sur les principales causes de la vigueur, de la durée de la vie, &c. Decker, Berlin 1768. (digital.slub-dresden.de)